# Ketil Bjørnstad
Ketil Bjørnstad (25 de abril de 1952, Oslo) es un pianista, compositor musical y escritor noruego.  

## Breve biografía

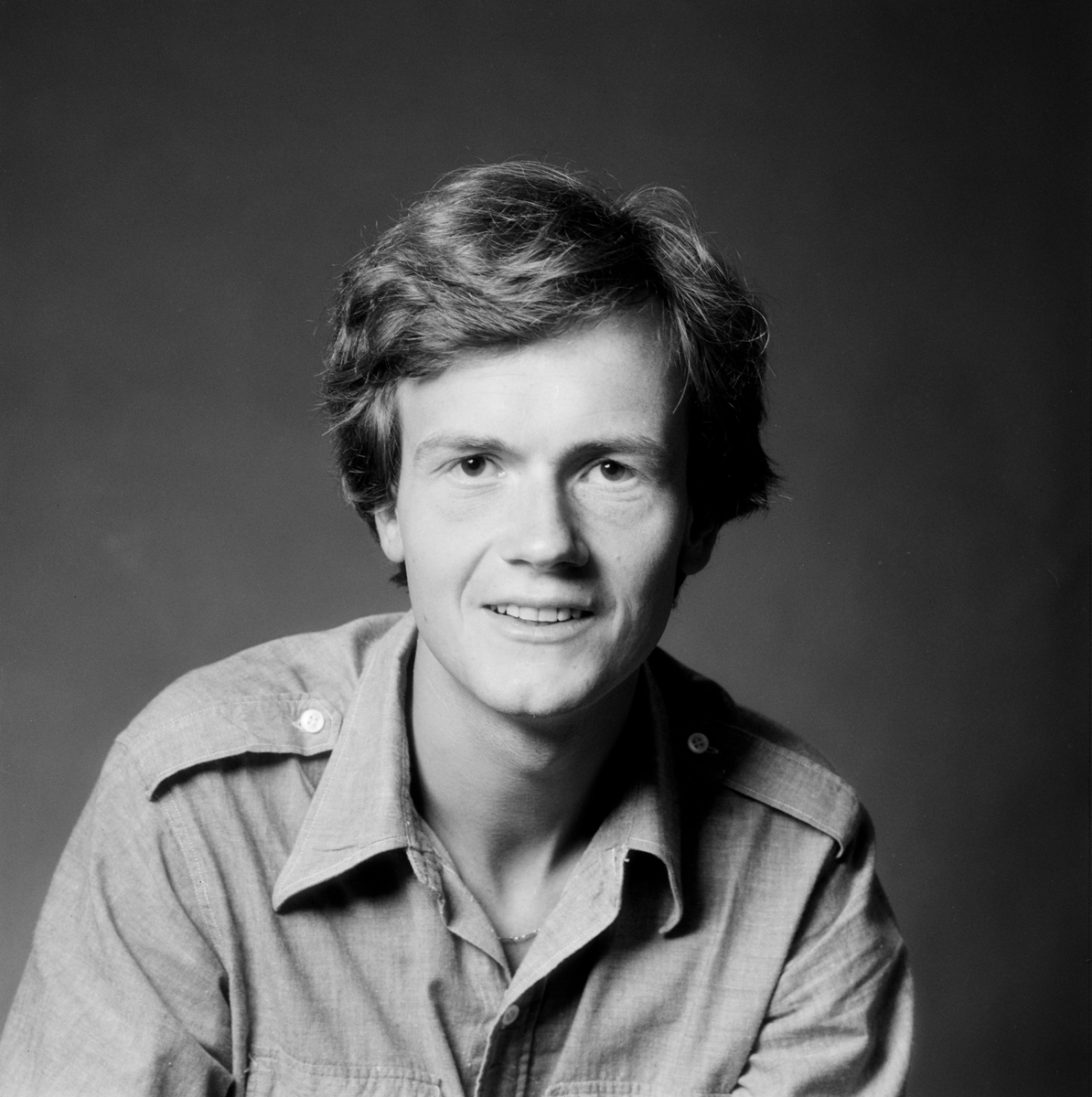
Ketil Bjørnstad. Foto: Leif Ørnelund (11 de julio de 1979). De la colección de Historia de la ciudad del Museo de Oslo.

Ketil Bjørnstad es un autor versátil y prolífico, tanto en su faceta de escritor, como en la de músico. Como escritor ha publicado más de veinte libros, fundamentalmente novelas, incluyen biografías noveladas de los pintores Oda Krohg y Edvard Munch, así como del autor Hans Jæger, del músico Ole Bull y la actriz Liv Ullmann. Su obra ha sido traducida a varios idiomas.
Como músico, tuvo una formación de piano clásico. Descubrió el jazz a una edad temprana, uniéndose entusiastamente al entonces emergente jazz europeo.

## Colaboraciones
Ha colaborado frecuentemente con artistas asociados al sello ECM, como el chelista David Darling, el percusionista Jon Christensen y el guitarrista Terje Rypdal. Muchos de sus discos han sido grabados también en la discográfica alemana ECM.

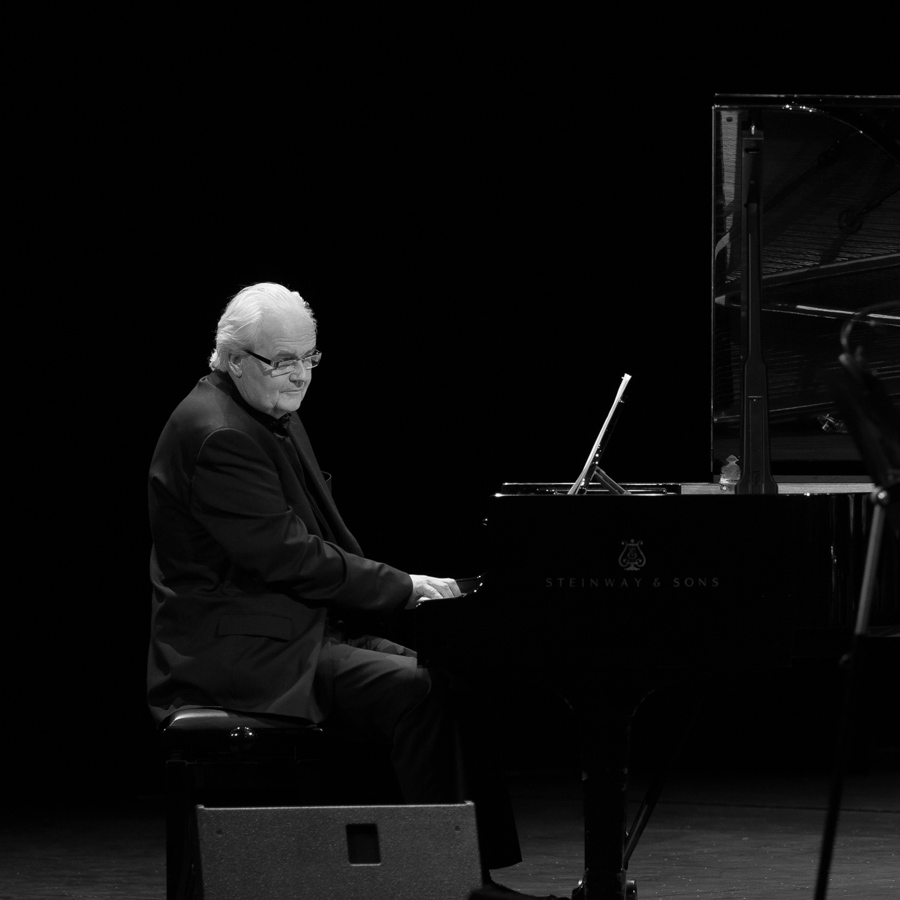
Ole Paus y Ketil Bjørnstad actúan en el Oslo Jazzfestival (2015)

## Obra

### Discografía
- Apning (PHILIPS) (1973)
- Berget det Bla (PHILIPS) (1974)
- Tredje Dag (PHILIPS) (1975)

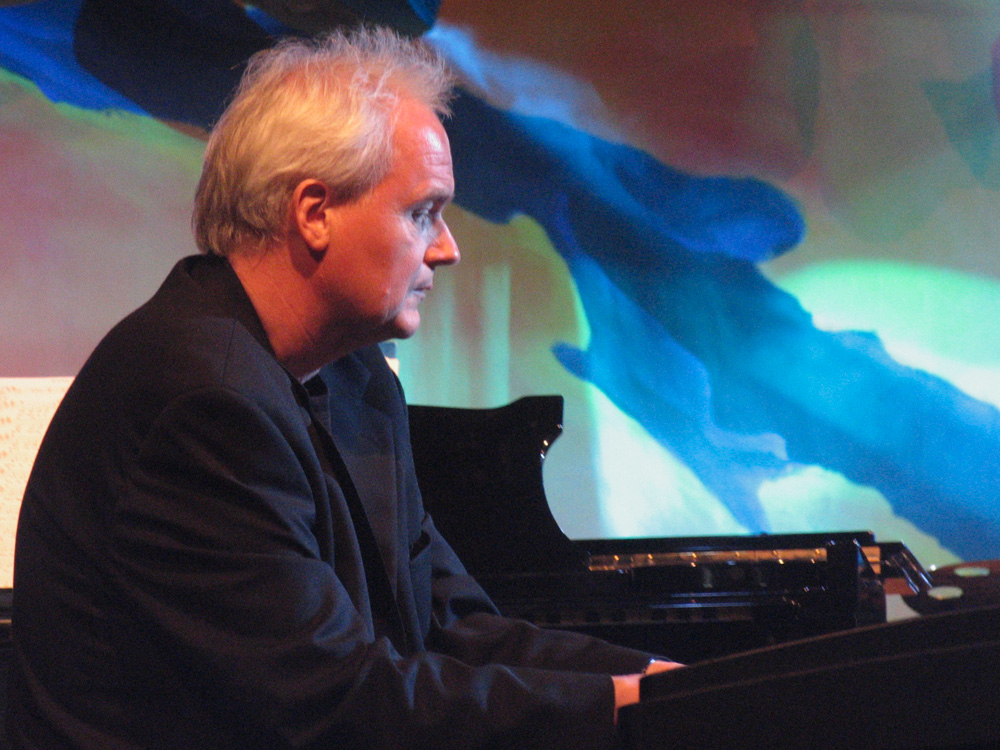
Ketil Bjørnstad en el Moers Festival, Alemania (2004).

- Lise Madsen, Moses og de Andre (con Ole Paus) (PHILIPS) (1975)
- Finnes du Noensteds I Kveld (PHILIPS) (1976)
- Selena (PHILIPS) (1977)
- Musikk for en Lang Natt (con Sigmund Groven) (PHILIPS) (1977)
- Leve Patagonia! (rockopera) (PHILIPS) (1978)
- Svart Piano (PHILIPS) (1979)
- Tidevann (PHILIPS) (1980)
- Och Manniskor ser Igen (por Lill Lindfors) (1980)
- La Elva Leve! (KOLIBRI) (1980)
- Tredvearskrigen (30-ars Krigen) (con Stavangerensemblet) (PHILIPS) (1981)
- Engler I Sneen (PHILIPS) (1982)
- Bjornstad / Paus / Hamsun (texto: Knut Hamsunddikt, 1859 - 1952) (HETE BLIKK / SLAGER) (1983)
- Aniara (rockopera) (feat. Lill Lindfors) (1983)
- Mine Dager I Paris (HETE BLIKK / SLAGER) (1984)
- Preludes Vol. 1 (1984)
- Manniskors makt (por Lill Lindfors) (texto: Edith Södergran, 1892 - 1923) (1985)
- Natten (with Sissel Ingri Andersen) (HETE BLIKK) (1985)
- Preludes Vol. 2 (1985)
- Three Ballets (Pianology / Ophelias arrival / Minota) (1986)
- Karen Mowat-Suite (1988)
- The Shadow (featuring Randi Stene) (text: John Donne, 1562 - 1626) (KKV) (1990)
- Odyssey (KKV) (1990)
- Rift  (rockopera) (SLAGER) (1991)
- Messe for en Saret Jord (Mass for a Wounded Earth) (KKV) (1992)
- Losrivelse (por Kari Bremnes) (texto: Edvard Munch, 1863 - 1944) (KKV) (1993)
- Water Stories (con David Darling) (ECM) (1993)
- Preludes (re-release) (HERMITAGE / SEPTEMBER) (1993)
- Pianology (re-release) (HERMITAGE / SEPTEMBER) (1994)
- Ophelias arrival / Minota (re-release) (HERMITAGE / SEPTEMBER) (1994)
- Svart Piano / Tredje Dag (re-release) (PHILIPS) (1994)
- For den som elsker (For Those Who Love) (con Froydis Armand) (texto: Stein Mehren, 1935\u2013) (KKV) (1994)
- 30 Arskrigen (UNIVERSAL) (1994)
- Salomos Hoysang (por Lill Lindfors & Tommy Nilsson) (texto: the Bible) (KKV) (1995)
- Sanger fra en Klode (por Per Vollestad) (GRAPPA) (1995)
- The Sea (con David Darling, Terje Rypdal, Jon Christensen) (ECM) (1995)
- Haugtussa (por Lynni Treekrem) (texto: Arne Garborg, 1851\u20131924) (KKV) (1995)
- The Davidssalmer (con Anders Wyller, texto: the Bible) (KKV) (1995)
- The River (con David Darling) (ECM) (1996)
- Reisetid (SEPTEMBER) (1997)
- Ett liv (con Lill Lindfors, texto: Edith Södergran, 1892 - 1923) (KKV) (1998)
- The Sea II (con David Darling, Terje Rypdal, Jon Christensen) (GRAPPA / ECM) (1998)
- The Rosenborg Tapes, Volume I -- New Life (aka Nytt Liv) (TYLDEN & CO. / PHILIPS / SEPTEMBER) (1998)
- The Rosenborg Tapes, Volume II -- 20 variations on the Prelude and Fugue in C-sharp minor by J. S. Bach (TYLDEN & CO. / SEPTEMBER) (1999)
- Himmelrand \u2013 Tusenarsoratoriet (texto: Stein Mehrens, 1935-) (BMG) (1999)
- Epigraphs (con David Darling) (ECM) (2000)
- Grace (Recorded live at Vossa Jazz, 2000) (texto: John Donne, 1562-1626) (EMARCY) (2001)
- Before the Light (NOVEMBER) (2001)
- Old (UNIVERSAL) (2001)
- Early Years (UNIVERSAL) (2002)
- The Nest (featuring Anneli Drecker) texto: Harte Crane, 1899-1932) (EMARCY) (2003)
- Profeten (con Terje Rypdal and Ole Paus) (texto: Jalil Gibran, 1883-1931) (ABC-MEDIA) (2003)
- Seafarer's Song (UNIVERSAL JAZZ) (2004)
- Solskinnsdypet (featuring Kolbein Falkeid) (texto: Kolbein Falkeid) (KKV) (2004)
- Floating (EMARCY) (2006)
- Rainbow Sessions (UNIVERSAL JAZZ) (2006)
- Devotions (UNIVERSAL JAZZ) (2007)
- The Light: Songs of Love and Fear (con Randi Stene y Lars Anders Tomter) (ECM) (2008)

### Bandas sonoras para películas

#### ConJean-Luc Godard
- For Ever Mozart (1996)
- Museum of Modern art (1999)
- Éloge d’amour (2001)
- Histoire(s) du Cinéma (1999)

#### Con otros directores
- Nous sommes tous encore ici, de Anne-Marie Miéville (1997)
- Emporte moi, de Lea Pool (1999)
- Engler i sneen, de Haakon Sandøy (1983)
- Trofast, de Trond Aurvaag y Iram Haq (2004)
- Ae Fond Kiss, de Ken Loach

### Libros
- Ketil Bjørnstad. Til Musikken (roman, 2004)
- Ketil Bjørnstad. The story of Edvard Munch, London, UK: Arcadia, 2001. ISBN 1-900850-44-3.
- Ketil Bjørnstad. Villa Europa: roman, Oslo, Norway: Aschehoug, 1992 (Norwegian). ISBN 82-03-16872-8.
- Alene ut (diktsamling, 1972)
- Nærmere (diktsamling, 1973)
- Nattsvermere (roman, 1974)
- Kråker og krigere (roman, 1975)
- Pavane (roman, 1976)
- Vinterbyen (roman, 1977)
- Landet på andre siden (roman, 1979)
- Bingo! eller: En Dyd av Nødvendighet (roman, 1983)
- Oda! (dokumentarroman, 1983)
- Det personlige motiv (roman, 1985)
- Vi anklager! Treholtsaken og rettssikkerheten (artikkelsamling, 1986)
- G-moll-balladen (dokumentarroman, 1986)
- Samtaler med Lill (portrettintervju, 1986)
- Oppstigning fra det usynlige (roman, 1988)
- Stormen (roman, 1989)
- Skumringsmulighetene (roman, 1990)
- Villa Europa (roman, 1992)
- Historien om Edvard Munch dokumentarroman, 1993)
- Barnevakt (roman, 1994)
- Spill! Ole Bull og Myllarguten (skuespill i fem akter, 1995)
- Blåmann. Musikk og tekster gjennom 20 år (1995)
- Drift (roman, 1996)
- Drømmen om havet (roman, 1996)
- Veien til Dhaka (roman, 1997)
- Nåde (roman, 1998)
- Fall (roman, 1999)
- Ludvig Hassels tusenårsskifte (roman, 2000)
- Jæger (biografi, 2001)
- Mannen som gikk på jorden (2002)
- Tesmann (2003)
- Dager og netter i Paris (2003)
- Til musikken (2004)
- Flammeslukeren. Ole Bull - en livshistorie.(2005)
- Liv Ullmann- Livslinjer.(2005)
- Historier om sårbarhet (Sammen med Catharina Jacobsen) (2007)
- Elven (2007)
- Kolbein Falkeid - et nærbilde (2008)